# Bambini verdi di Woolpit

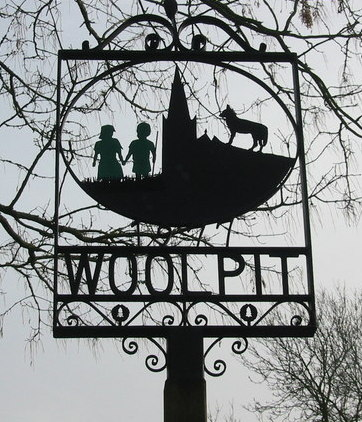
Cartello del villaggio raffigurante i due bambini verdi di Woolpit

I bambini verdi di Woolpit sono il soggetto di una leggenda che riguarda due bambini dal colore insolito della pelle che, secondo quanto riferito, apparvero nel villaggio di Woolpit nel Suffolk, in Inghilterra, nel XII secolo, forse durante il regno di re Stefano.
I bambini, che si scoprì essere fratello e sorella, avevano un aspetto generalmente normale, fatta eccezione per il colore verde della loro pelle. Parlavano in una lingua sconosciuta e mangiavano solo fave crude. Alla fine, impararono a mangiare altri cibi e persero il loro colore verde, ma il ragazzo era malaticcio e morì all'incirca nel periodo del suo battesimo e di quello della sorella. La ragazza si adattò alla sua nuova vita, ma fu considerata "molto libertina e sfacciata".
Dopo aver imparato a parlare inglese, la ragazza spiegò che lei e suo fratello provenivano da una terra dove il sole non splendeva mai e la luce era come il crepuscolo. Secondo una versione della storia, disse che tutto lì era verde; secondo un'altra, disse che si chiamava "Terra di San Martino". Gli unici resoconti quasi contemporanei sono contenuti nella Historia rerum Anglicarum di Guglielmo di Newburgh e nel Chronicum Anglicanum di Ralph di Coggeshall, scritti rispettivamente intorno al 1189 e al 1220. Tra allora e la loro riscoperta a metà del XIX secolo, i bambini verdi sembrano emergere solo in una menzione fugace nella Britannia di Guglielmo Camden nel 1586 e in due opere dell'inizio del XVII secolo, The Anatomy of Melancholy di Robert Burton e il fantastico The Man in the Moone del vescovo Francis Godwin. Due approcci hanno dominato le spiegazioni della storia dei bambini verdi: che si tratti di una fiaba popolare che descrive un incontro immaginario con gli abitanti di un altro mondo, forse sotterraneo o extraterrestre, oppure che presenti un evento reale in modo distorto.
Il racconto fu elogiato come una fantasia ideale dal poeta e critico anarchico inglese Herbert Read nel suo English Prose Style, pubblicato per la prima volta nel 1928, e fornì l'ispirazione per il suo unico romanzo, The Green Child, pubblicato nel 1935.

## Storia
Un giorno, durante il periodo del raccolto, durante il regno di re Stefano (dal 1135 al 1154), secondo Guglielmo di Newburgh, gli abitanti del villaggio di Woolpit scoprirono due bambini, un fratello e una sorella, accanto a una delle fosse dei lupi che diedero il nome al villaggio. La loro pelle era verde, parlavano una lingua sconosciuta e i loro vestiti erano poco familiari. Ralph di Coggeshall riferisce che i bambini furono portati a casa di Richard de Calne. Ralph e Guglielmo concordano sul fatto che la coppia rifiutò ogni tipo di cibo per diversi giorni, finché non si imbatterono in delle fave crude, che consumarono avidamente. I bambini si adattarono gradualmente al cibo normale e col tempo persero il loro colore verde. Fu deciso di battezzare i bambini, ma il ragazzo, che sembrava essere il più giovane dei due, era malaticcio e morì prima o subito dopo il battesimo.
Dopo aver imparato a parlare inglese, i bambini (Ralph dice solo la ragazza sopravvissuta) spiegarono che provenivano da una terra dove il sole non splendeva mai e la luce era come il crepuscolo. Guglielmo dice che la ragazza chiamava la loro casa St Martin's Land; Ralph aggiunge che lì tutto era verde. Secondo Guglielmo, i bambini non erano in grado di spiegare il loro arrivo a Woolpit; stavano pascolando il bestiame del padre quando sentirono un forte rumore (secondo Guglielmo, era come il suono delle campane dell'abbazia di Bury St Edmunds) e all'improvviso si ritrovarono vicino alla fossa dei lupi dove furono trovati. Ralph dice che si erano persi quando seguirono il bestiame in una grotta e, dopo essere stati guidati dal suono delle campane, alla fine emersero nella nostra terra.
Secondo Ralph, la ragazza fu impiegata per molti anni come domestica nella casa di Richard de Calne, dove era considerata "molto sfacciata e sfacciata". Guglielmo dice che alla fine sposò un uomo di King's Lynn, a circa 64 km da Woolpit, dove viveva ancora poco prima che lui scrivesse. Sulla base delle sue ricerche sulla storia della famiglia di Richard de Calne, l'astronomo e scrittore Duncan Lunan ha concluso che alla ragazza fu dato il nome "Agnes" e che sposò un funzionario reale di nome Richard Barre.